# St. Nicolai (Bakede)

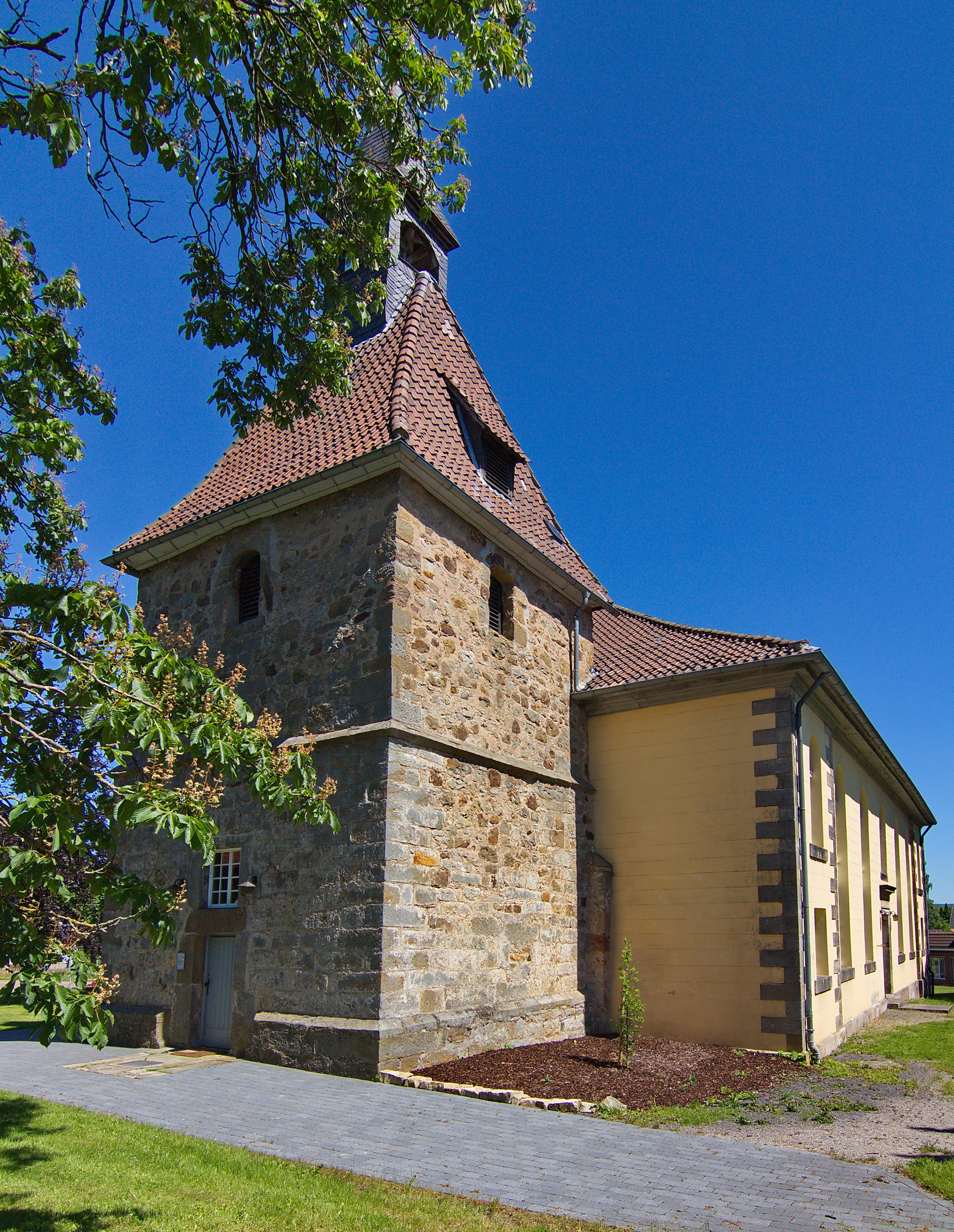
St. Nicolai

Die evangelisch-lutherische Kirche St. Nicolai steht in Bakede, einem Ortsteil der Stadt Bad Münder am Deister im Landkreis Hameln-Pyrmont von Niedersachsen. Die Kirche steht unter Denkmalschutz. Die Kirchengemeinden St. Nicolai in Bakede und St. Magnus in Beber sind seit 2013 eine pfarramtliche Verbindung mit Dienstsitz in Bakede eingegangen. Sie gehört zum Kirchenkreis Hameln-Pyrmont im Sprengel Hildesheim-Göttingen der Evangelisch-lutherischen Landeskirche Hannovers.

## Beschreibung
Die Kirche in Bakede wurde erstmals im Jahr 1277 erwähnt. Der um 1400 errichtete Vorgängerbau musste 1820 wegen Baufälligkeit bis auf den Kirchturm abgerissen werden. An ihn fügte 1828/29 der Architekt Ludwig Hellner ein Langhaus im klassizistischen Baustil nach Osten an. Der quadratische Turm aus Bruchsteinen mit Ecksteinen ist durch ein Gesims in zwei Geschosse unterteilt. Er ist mit einem steilen Walmdach bedeckt, aus dem sich ein schiefergedeckter Dachreiter erhebt. Das spitzbogige Portal von 1756 wurde in die heutige Form umgewandelt. Die beiden äußeren Achsen der Hallenkirche sind risalitartig vorgezogen und zweizeilig mit Fenstern versehen. Die übrigen Bogenfenster sind waagrecht geteilt. Der Innenraum wird durch die umlaufenden, doppelgeschossigen Emporen geprägt. In die Konstruktion der Emporen ist der Kanzelaltar mit seitlichen Scherwänden eingefügt. Der mittlere Längsraum ist mit einer Kassettendecke überspannt. Im Orgelprospekt von 1793/1794 wurde 1888 von Heinrich Faber die Orgel mit 17 Registern, verteilt auf zwei Manuale und das Pedal, eingebaut.